# Adolfine Werbik-Seiberl
Adolfine Erika Werbik-Seiberl, geborene Seiberl, auch Adolphine, (* 3. Januar 1912 in Hollabrunn; † 28. Dezember 1989 in Wien) war eine österreichische Autorin.

## Leben
Adolfine Seiberl wurde 1938 in Germanistik an der Universität Wien promoviert. Sie heiratete am 4. Juni 1940 den Architekten Viktor Franz Werbik (1905–1994). Sie lebten in Hollabrunn und hatten zwei Söhne, darunter der Psychologe Hans Werbik (1941–2021), und eine Tochter.
Sie veröffentlichte mehrere Lyrikbände sowie Gedichte in Sammelbänden.

## Veröffentlichungen (Auswahl)
- Wilhelm Fischer in Graz. Dissertation Wien 1938.
- Sind wir nah dem Verfall? Selbstverlag, Wien 1958.
- Lyrik Epik Prosa. Eine Sonderausgabe anlässlich des 50. Geburtstages der Dichterin. Werbik, Hollabrunn 1962.
- Ein Fünkchen Licht. Baustein-Verlag, Stetten 1971.
- Stätten Deutscher Kultur – Inseln in ruheloser Zeit – Elegische Distichen. Denk-mit!-Verlag, Nürnberg 1973.
- Lebensweg: Gedichte. Denk-mit!-Verlag, Nürnberg 1976.